# Viljo Heino
Viljo Heino (Finlandia, 1 de marzo de 1914-Tampere, 15 de septiembre de 1998) fue un atleta finlandés especializado en la prueba de 10000 m, en la que consiguió ser campeón europeo en 1946.

## Carrera deportiva
En el Campeonato Europeo de Atletismo de 1946 ganó la medalla de oro en los 10000 metros, llegando a meta en un tiempo de 29:52.0 segundos, por delante de su paisano finlandés Helge Perälä y del húngaro András Csaplár (bronce).